# Mirage (álbum de Fleetwood Mac)
Mirage es el decimotercer álbum de estudio de la banda británica de rock Fleetwood Mac, publicado en 1982 por Warner Bros. Records. Luego de tres años de ausencia en la escena mundial, tiempo en el cual, Lindsey Buckingham y Stevie Nicks iniciaran sus carreras en solitario, se reunieron nuevamente para trabajar en un nuevo álbum basado en el sonido de Rumours de 1977.
Obtuvo el puesto número 1 en la lista Billboard 200 de los Estados Unidos y la posición 5 en el Reino Unido. Al igual que Tusk de 1979 sus ventas no superaron el éxito de Rumours, pero si recibió varias certificaciones en varios países. En los Estados Unidos obtuvo disco de platino luego de superar las 2 millones de copias vendidas. Mientras que en el Reino Unido también alcanzó disco de platino por vender más de 300 000 ejemplares.
Seis canciones fueron lanzados como sencillos, pero solo dos recibieron mayor atención en las listas musicales. «Hold Me» y «Gypsy» fueron los primeros de la banda en entrar en la lista estadounidense Mainstream Rock Tracks en los lugares 3 y 4 respectivamente.

## Lista de canciones
| N.º | Título               | Escritor(es)               | Duración |  |
| 1.  | «Love in Store»      | C. McVie, Jim Recor        | 3:14     |  |
| 2.  | «Can't Go Back»      | Buckingham                 | 2:42     |  |
| 3.  | «That's Alright»     | Nicks                      | 3:09     |  |
| 4.  | «Book of Love»       | Buckingham, Richard Dashut | 3:21     |  |
| 5.  | «Gypsy»              | Nicks                      | 4:24     |  |
| 6.  | «Only Over You»      | C. McVie                   | 4:08     |  |
| 7.  | «Empire State»       | Buckingham, Dashut         | 2:51     |  |
| 8.  | «Straight Back»      | Nicks                      | 4:17     |  |
| 9.  | «Hold Me»            | C. McVie, Robbie Patton    | 3:44     |  |
| 10. | «Oh Diane»           | Buckingham, Dashut         | 2:33     |  |
| 11. | «Eyes of the World»  | Buckingham                 | 3:44     |  |
| 12. | «Wish You Were Here» | C. McVie, Colin Allen      | 4:45     |  |

## Músicos
- Lindsey Buckingham
- Stevie Nicks
- Christine McVie
- John McVie
- Mick Fleetwood